# Бургоан Жалије
Бургоан Жалије (фр. Bourgoin-Jallieu) је насељено место у Француској у региону Рона-Алпи, у департману Изер.
По подацима из 2011. године у општини је живело 26.390 становника, а густина насељености је износила 1082,89 становника/km².

## Демографија
| 1962. | 1968.  | 1975.  | 1982.  | 1990.  | 1999.  | 2011.  |
| ----- | ------ | ------ | ------ | ------ | ------ | ------ |
| 9.240 | 19.941 | 21.971 | 22.550 | 22.392 | 22.947 | 26.390 |

## Партнерски градови
- Wujiang District
- Конселиче
- Бергиш Гладбах
- Velsen
- Данстабл
- Рехау
- Суџоу
- Лутон